# Empavesada
Se llama empavesada o empavesado a la defensa de la tropa por medio de paveses.
Antes del uso de la pólvora el sitiador podía fácilmente cubrirse de los tiros y dardos de la plaza por medio de grandes escudos llamados paveses, puestos en fila, de donde se llamó empavesada, como luego de cestón o cestonada. Por extensión, se llamaba también así a los cueros, las telas, las esteras, los zarzos o tejidos de ramaje y en general los obstáculos delgados y entonces suficientes, para no ser visto ni herido. 

Si acometían los gentiles una fortaleza era debajo de empavesadas y testudes.
Saavedra Fajardo. Emp, 26